# Kruisweg (Groningen)
Kruisweg (Gronings: Kruusweg) is een dorpje in de gemeente Het Hogeland in de Nederlandse provincie Groningen. Het dorp telde in 2016 volgens het CBS 330 inwoners. Voor de BAG (postcode) valt het onder Kloosterburen.

## Geografie
Het dorp ligt rond het kruispunt tussen de weg van Hornhuizen naar Kloosterburen (Marneweg) en de weg van Leens naar de zeedijk (Leensterweg en Hogeweg). Aan westzijde bevindt zich enige komvorming rond de Lewestraat en de Van Meckemastraat. Aan oostzijde ligt bedrijventerrein De Groene Wierde. 
Aan zuidzijde van de bebouwing ligt het voormalige gehucht Uilennest bij de overgang van de Uilenestermaar naar de Julianatocht. Aan oostzijde aan de weg naar Kloosterburen het gehucht Westerklooster. 3 kilometer ten noorden van het dorp ligt in de Julianapolder natuurgebied Feddema's plas. 
Het dorp heeft behalve een dorpshuis, ijsbaan en wandelbos weinig eigen voorzieningen. Kruisweg heeft een busverbinding met Winsum.

## Geschiedenis

### Ontstaan
Het dorp ontstond in de 19e eeuw op de 12e-eeuwse kwelderwal waarop ook Hornhuizen, Kloosterburen en Molenrij liggen. De eerste bewoners waren landarbeiders die in de nieuwe polders gingen werken, zoals de Hornhuisterpolder (1806), Zevenboerenpolder (1802), Bokumerpolder (1809) en Ikemapolder (1815) en later de noordelijker liggende Julianapolder (1923), die het 'gat' tussen de Zevenboerenpolder en de Westpolder moest dichten. Veel landarbeiders waren afkomstig uit veengebieden, waaronder Friese veengebieden. Van der Aa vermeldt het in 1845 als een 'eene nieuwe druk aangebouwde buurt, waar meest daglooners en kleine winkeliers wonen'. De eerste huizen verrezen aan zuidwestzijde van het kruispunt. De eerste huizen verrezen aan de Marneweg en Leensterweg, waarna de bebouwing zich uitbreidde naar het noorden langs de Hogeweg.
Ten zuiden aan het einde van de Hornhuistermaar lag het gehucht Uilnest (later Uilenest of Uilennest), dat tot begin 20e eeuw ook wel als benaming voor het hele dorp werd gebruikt. Hier stonden rond 1850 een schippershuis met opslag en herberg en een drietal arbeiderswoningen. Deze buurt was vernoemd naar de boerderij ter plaatse (Leensterweg 65), waar destijds mogelijk uilen nestelden. De naam ging later over op de in 1856 gebouwde boerderij Leensterweg 63. De Hornhuistermaar werd later hernoemd tot de Uilenestermaar. Mogelijk in 1861, toen het hergraven werd als aftakking van het Hunsingokanaal. Over de maar werden vooral turf, kolen, graan, stro en grind en in de winter bieten vervoerd door beurtschippers. Het café sloot in de jaren 1970 en huisvest nu een watersportcentrum.

### Bebouwing
Kruisweg is van origine een lintdorp. Kenmerkend zijn de huizen die dwars op de weg staan. Deze staan kriskras door het dorp: Aan de Marneweg vooral aan het noordzijde van het westelijke deel en aan zuidzijde van het oostelijke deel en aan de Hogeweg eerst vooral aan oostzijde en verder naar het noorden meer aan westzijde. Aan de Leensterweg zijn de huizen wat meer gelijkvormig. De winkels van het dorp waren met name langs het westelijke deel van de Marneweg gevestigd. Langs de Hogeweg waren veel tuinbouwbedrijfjes gevestigd.
Een van de meest kenmerkende huisjes is een krimpje uit ongeveer 1920 aan de kruising (Leensterweg 2).
Aan oostzijde van de Leensterstraat, tussen nummer 31 en 41 werd in de jaren 1920 door de gemeente aan een weggetje naar het oosten een blok van 5 woningen gebouwd voor arme mensen. Hier woonden kinderrijke gezinnen die vanwege hun vele onderlinge twisten dit woningblok van de benaming Twistenbuurt bezorgden. Rond 1967 werd dit blok afgebroken en werd de weg geslecht.

### Ontwikkelingen 20e eeuw

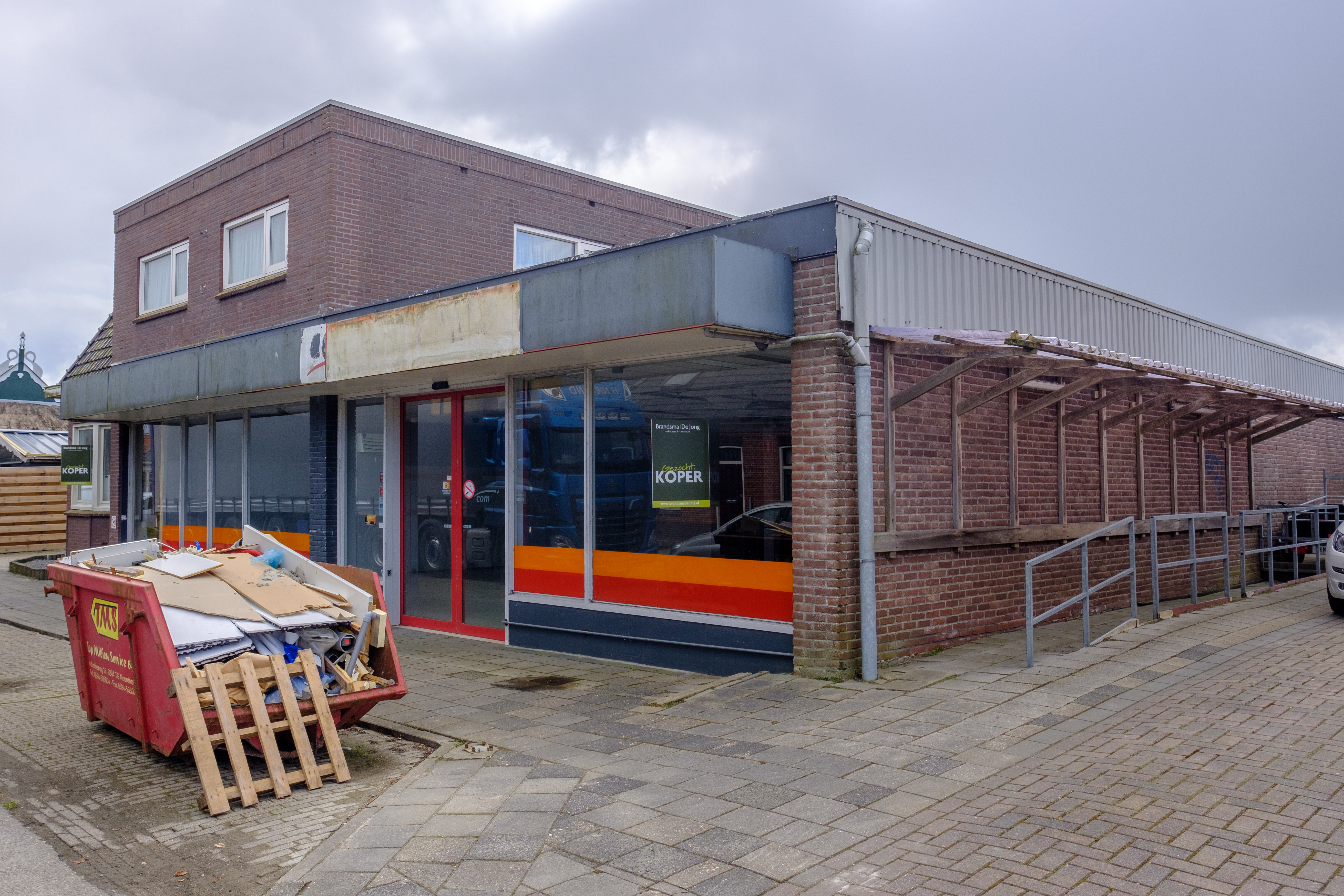
De gesloten supermarkt aan de Marneweg

Rond 1950 werden de sloten voor de huizen gedempt voor de aanleg van stoepen en werd het dorp aangesloten op het waterleidingnet. Rond 1965 volgde aansluiting op het aardgasnet. In de periode van de wederopbouw werden veel sociale huurwoningen gebouwd aan weerszijden van het noordelijke deel van de Leensterweg en langs de Van Meckemastraat en de Lewestraat, waardoor een kleine dorpskom ontstond. Op de overgang van deze straten werd in 1967 dorpshuis 'Open Haard' gebouwd, dat aanvankelijk dienstdeed als gereformeerd verenigingsgebouw. Dit is terug te zien aan een fresco met de letters Alfa en Omega in de entreehal. In de jaren 1960 vertrokken door de voortschrijdende landbouwmechanisatie veel arbeiders uit het dorp op zoek naar werk elders, waardoor de bevolking sterk veranderde. De winkels verdwenen langzaam uit het dorp. De laatste supermarkt sloot in 2020 de deuren.
In de jaren 1980 werd vanaf de Leensterweg bedrijventerrein De Groene Wierde aangelegd ten oosten van het dorp voor het huisvesten van met name tulpenkassen om zo meer werkgelegenheid naar het dorp te halen. Burgemeester Jan Leegwater van de toenmalige gemeente Kloosterburen was zelf van huis uit bloembollenteler en vormde de belangrijkste drijvende kracht achter het plan. Ingezet werd op 200 hectare bloembollenteelt. Hoewel er aanvankelijk 20 gegadigden waren, bleven de meeste plekken uiteindelijk leeg. Ook werd een geplande aansluiting op de Marneweg niet gerealiseerd. Wel werd er een trainingscentrum gesticht voor de bloembollenteelt. In 2015 waren er 4 tulpenbedrijven gevestigd.
In 1986 werd een grootschalige dorpsvernieuwing doorgevoerd om het dorp leefbaar te houden, waarbij de er vooral meer groen in het dorp kwam om de open plekken op te vullen, de riolering en de wegen werden aangepakt. De bollengrond ten westen van de Hogeweg werd in de jaren 1980 verkocht aan Staatsbosbeheer, die er een dorpsbos plantte. Ook werd een dorpsommetje aangelegd in het verlengde van de doodlopende straat Julianatocht en werd het haventje bij het Uilenest gereconstrueerd.
Tot 1990 viel het dorp onder de gemeente Kloosterburen, vervolgens tot 2019 onder De Marne en sindsdien onder Het Hogeland.

## Gebouwen

### Kerk
Het dorp vormde vanaf het begin een gereformeerde enclave tussen de hervormden uit Hornhuizen en de katholieken uit Kloosterburen. De gereformeerden kerkten aanvankelijk in Leens, dat op 3 kilometer lopen ligt. In 1887 werd een eerste kerkvergaderzaal geopend in een huis aan de Leensterweg 18. In 1931 werd aan de Leensterweg 30 de gereformeerde kerk 'Eben Haëzer' gesticht in een stijl met elementen van een verzakelijkte expressionistische stijl. De kerkgemeente zelf werd pas in 1933 opgericht, waarna in 1934 ten zuiden van de kerk een pastorie werd gebouwd in de stijl van het baksteenexpressionisme (Leensterweg 32). De kerk werd vanwege de groei in 1951 vergroot met twee zijvleugels. Na 1955 nam het aantal kerkleden echter af. In 1977 werd de torenspits vernieuwd. Nadat de kerk in 2006 werd opgeheven, werd deze verbouwd tot woning. De kerkgemeente werd in 2010 opgeheven en fuseerde tot de protestantse kerk Kruisweg-Dijksterburen, die sindsdien samenkomt in de voormalige hervormde Nicolaaskerk van Kloosterburen.
Een verenigingsgebouwtje (volksgebouw) werd rond 1934 aan de Hogeweg 18 gebouwd met een front met twee pinakels. Dit gebouwtje werd na de verkoop in 1982 onherkenbaar verbouwd tot semibungalow.
| Ledental gereformeerde kerk Kruisweg tussen 1934 en 2007 |
| -------------------------------------------------------- |
|                                                          |

### School
In 1913 werd een gereformeerde school met twee lokalen gebouwd aan zuidzijde van het oostelijke deel van de Marneweg nadat een poging om deze in Hornhuizen te stichten mislukt was. Later werd deze school vergroot met een derde lokaal. In 1978 werd de school samen met de hervormde lagere school van Hornhuizen in een nieuw pand gehuisvest. De voormalige school werd later verbouwd tot een werkplaats. De schoolmeesterswoning staat ernaast (Marneweg 27).

### Overige gebouwen

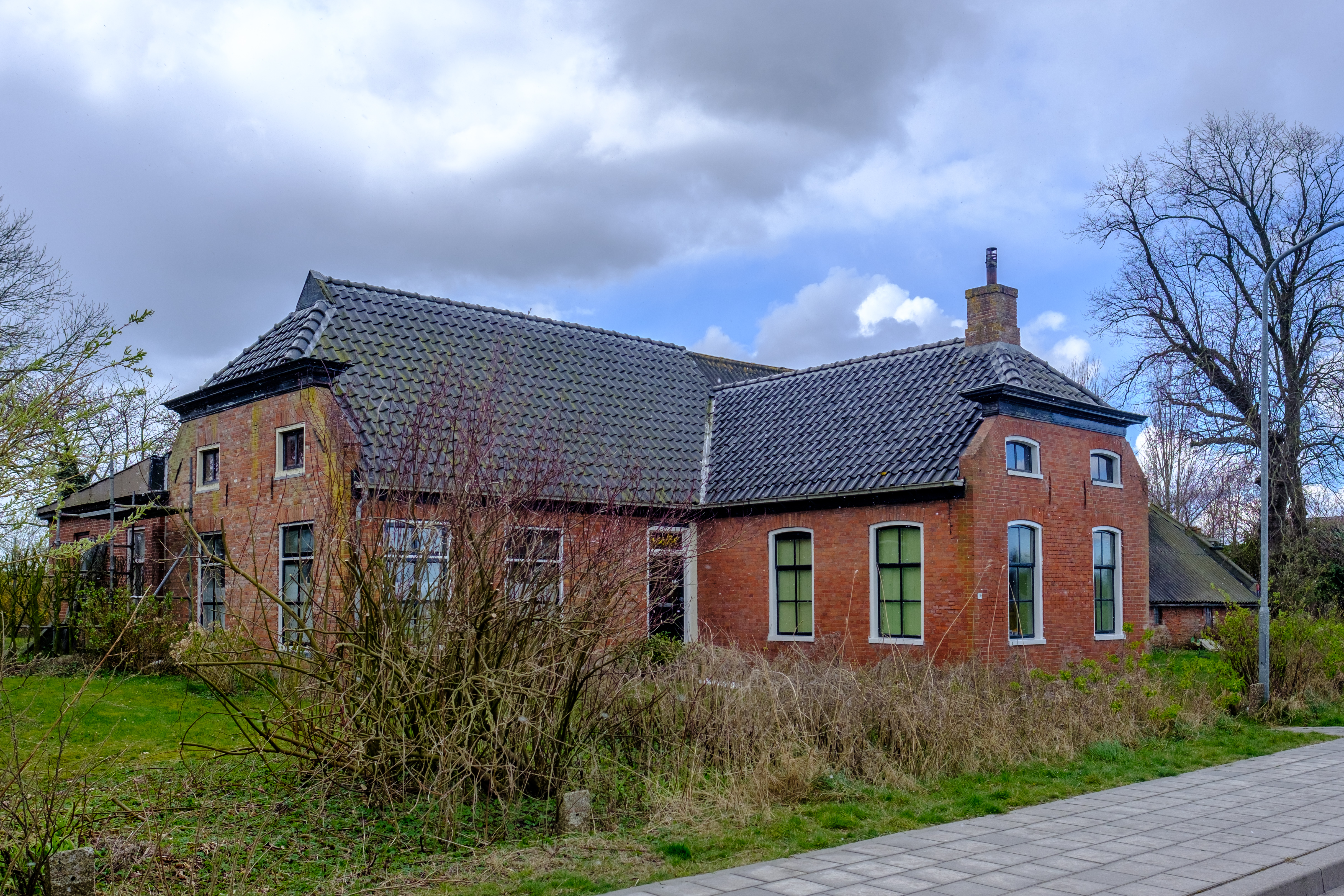
Het voormalige cichoreifabriekje

Ten oosten van het dorp werd in 1839 door ondernemer Musschenga een cichoreifabriekje gesticht (verplaatst uit Molenrij), dat tot 1964 of 1968 heeft bestaan. Het was de laatste cichoreifabriek van Nederland die werd gesloten. De bedrijfsgebouwen zijn nog aanwezig (Marneweg 1A).
Op de locatie van de woning aan de Marneweg 16 (noordoostelijke hoek kruispunt) was rond 1800 een café gevestigd. In 1948 werd hier een nieuwe woning gebouwd, waar achtereenvolgens een café, supermarkt, manufacturenzaak, hobbyshop en muziekcafé waren gevestigd.

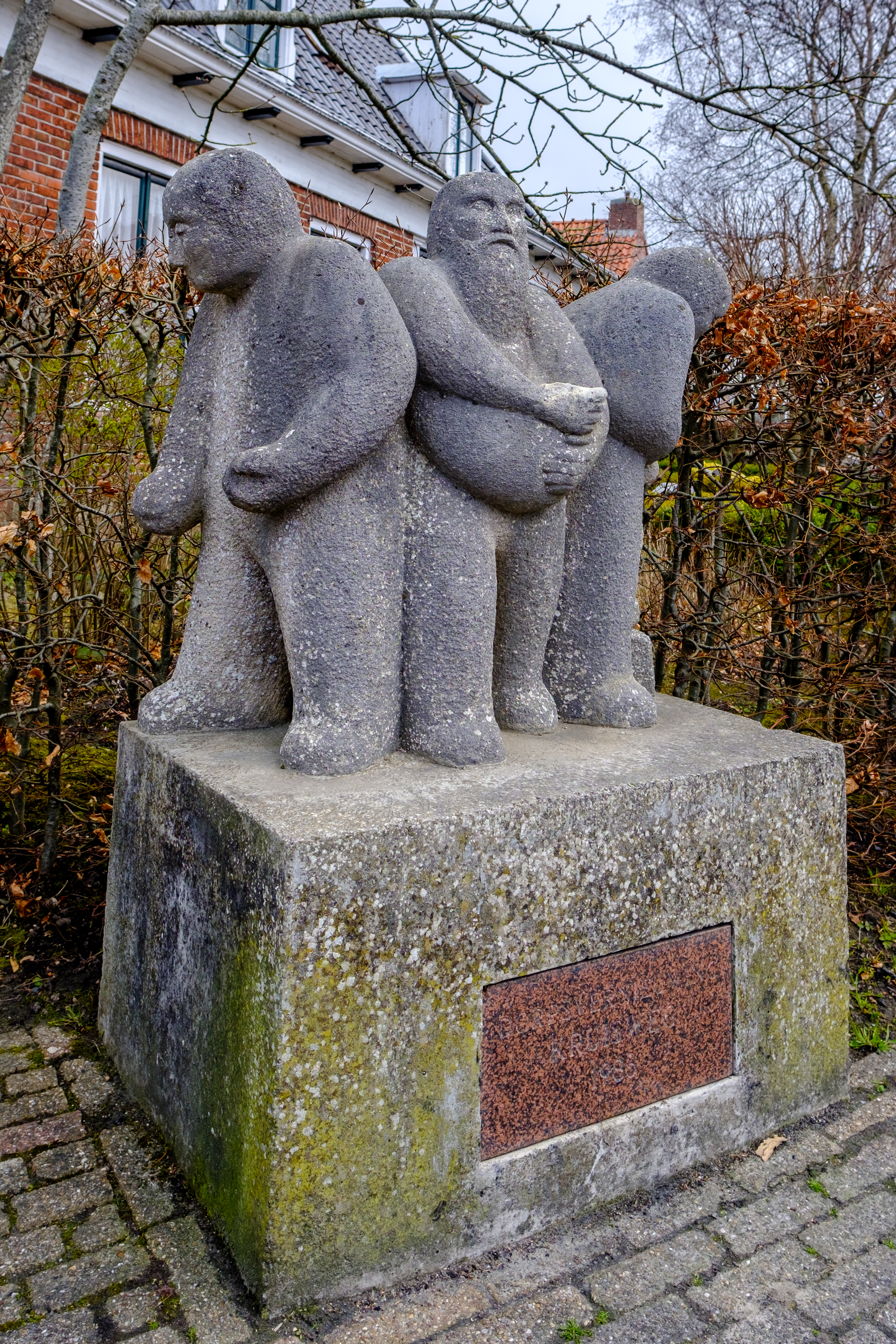
Kunstwerk 'Geloof, Hoop en Liefde'

## Kunstwerk
Bij het kruispunt staat sinds 1986 een kunstwerk van drie mannen (ploeger, zaaier en maaier), die het landarbeidsverleden symboliseren en de naam 'Geloof, Hoop en Liefde' draagt.

## Geboren
- Jacob Molenhuis (1894-1987), fotograaf
- Wim van Krimpen (1941), galeriehouder en kunstdirecteur